# Cynthia Lummisová
Cynthia Lummisová (celým jménem Cynthia Marie Lummis Wiederspahn, * 10. září 1954 Cheyenne, Wyoming) je americká politička za Republikánskou stranu. Od roku 2021 je senátorkou USA za stát Wyoming.
V letech 1979 až 1983 a poté opět od roku 1985 do roku 1993 byla členkou wyomingské Sněmovny reprezentantů. V letech 1993 až 1995 poté působila ve wyomingském Státním senátu. V letech 1999–2009 byla wyomingskou ministryní financí. 
V roce 2009 se stala členkou Sněmovny reprezentantů za jediný wyomingský okrsek. V roce 2020 pak byla zvolena senátorkou, když se ziskem 73 % hlasů porazila kandidátku Demokratické strany Merav Ben-Davidovou.
Od roku 1983 až do manželova úmrtí v roce 2014 byla vdaná za Alvina Wiederspahna. Má jedno dítě.